# Сухањ (Вељки Кртиш)
Сухањ (слч. Sucháň) насељено је мјесто са административним статусом сеоске општине (слч. obec) у округу Вељки Кртиш, у Банскобистричком крају, Словачка Република.

## Становништво
| Година:    | 1994. | 2004.   | 2014.   | 2024.   |
| ---------- | ----- | ------- | ------- | ------- |
| Број људи: | 303   | 295     | 276     | 259     |
| Разлика:   |       | -2,64 % | -6,44 % | -6,15 % |

| Година:    | 2023. | 2024.   |
| ---------- | ----- | ------- |
| Број људи: | 265   | 259     |
| Разлика:   |       | -2,26 % |

Према подацима о броју становника из 2011. године насеље је имало 267 становника.